# برنار دریدا
برنار دریدا (انگلیسی: Bernard Derrida؛ زاده ۱۹۵۲) یک فیزیک‌دان تئوری اهل فرانسه است. او در سال ۲۰۱۰ برنده مدال بولتزمن شد.